# Tel Ze'evim
Tel Ze'evim (hebreiska: Tel Ze’evim, תל זאבים) är en höjd i Israel.   Den ligger i distriktet Haifa, i den norra delen av landet. Toppen på Tel Ze'evim är 109 meter över havet.
Terrängen runt Tel Ze'evim är platt västerut, men österut är den kuperad. Terrängen runt Tel Ze'evim sluttar västerut. Runt Tel Ze'evim är det tätbefolkat, med 570 invånare per kvadratkilometer. Närmaste större samhälle är Umm el Faḥm, 12,5 km nordost om Tel Ze'evim. Trakten runt Tel Ze'evim består till största delen av jordbruksmark.